# Xerotricha gonzalezi
Xerotricha gonzalezi is een slakkensoort uit de familie van de Hygromiidae. De wetenschappelijke naam van de soort is voor het eerst geldig gepubliceerd in 1925 door Azpeitia.